# Augusto Barcia
- Para el político español, véase Augusto Barcia Trelles

Augusto Barcia (Santiago, 20 de agosto de 1926-ibídem, 8 de diciembre de 2001) fue un pintor chileno, miembro de la Generación del Cuarenta, uno de los primeros expresionistas en su país.

## Biografía
Estudió en la Escuela de Bellas Artes de la Universidad de Chile, donde tuvo como maestros a Augusto Eguiluz, Pablo Burchard y Gregorio de la Fuente. 
Se le considera uno de los primeros pintores expresionistas chilenos y uno de los renovadores del paisajismo del país; fue  uno de los miembros más jóvenes de la generación del 40.
Sus primeros trabajos se concentraron en la figura humana, pero hacia 1949 descubre que su verdadera vocación eran los paisajes. En este descubrimiento desempeñó un papel clave un viaje al altiplano boliviano, que lo inspiró y lo llevó a «interesarse por los cambios atmosféricos y los efectos de luz».
Estudió la pintura de Alberto Valenzuela Llanos, Agustín Abarca, Juan Francisco González y Arturo Gordon con la intención de contrastar la visión romántica de los maestros chilenos que habían cultivado el tema, con una visión moderna. 
«La pintura de Barcia se convirtió en una interpretación subjetiva del paisaje chileno, marcado por la independencia del color, cuya intensidad y fuerza surge en sus obras, no solo como manifestación de la luz sino como modalidad del volumen y masa que se impone por sobre la línea del dibujo».
Su producción pictórica empieza a aparecer en presentaciones individuales y concursos colectivos a partir de 1962, en que presenta su primera muestra individual en la Sala del Banco de Chile. A partir de entonces, fue reconocido con numerosos premios. 
«En mi trabajo (...) siento la sensualidad del color, la fuerza del tono, esa fuerza que llevó a Cézanne a considerar el color no tan sólo una manifestación de la luz vibrante, sino que una modalidad del volumen y de la masa», señaló Barcia sobre su relación con el color, actitud que explica por qué algunos lo catalogaran como representante de la corriente fauvista.
Barcia desarrollo el proyecto El Paisaje Orgánico (1978), auspiciado por el Servicio de Desarrollo Científico y Artístico de Cooperación Internacional.
Particó en un sinnúmero de exposiciones, tanto en Chile como en el extranjero, y sus obras se pueden apreciar en los principales museos de su país y en varios de América (Bogotá, Caracas, Denver, Medellín, Río de Janeiro).
Fue profesor de las cátedras de Pintura y Dibujo en la Facultad de Bellas Artes de su alma mater hasta 1987 y director de la Asociación de Pintores y Escultores de Chile.

## Premios y reconocimientos
- 1962 - Mención Honorífica. Salón Nacional, Santiago
- 1963 - Segunda Medalla Salón Otoño, Valparaíso
- 1964 - Mención Honorífica. Salón Primavera. Casa de la Cultura, Ñuñoa, Santiago.
- 1965 - Tercer Premio Salón de Otoño, Valparaíso
- 1966-  Medalla de Oro. Salón Oficial de Invierno, Valparaíso
- 1967 - Primer Premio Salón Oficial, Casa de la Cultura, Ñuñoa, Santiago
- 1968 - Premio de Honor. Salón Oficial de Otoño, Valparaíso.
  - Segundo Premio Salón del Mar, Valparaíso
  - Participación Salón CRAV (1967-1968-1969 y 1974), Viña del Mar
- 1969 - Primer Premio Salón del Mar, Valparaíso
  - Participación Certamen Universitario, Santiago
- 1970 - Diploma Universidad Federico Santa María. Museo de Bellas Artes, Viña del Mar
- 1975 - Mención Honorífica. Salón Colocadora Nacional de Valores. Museo Nacional de Bellas Artes, Santiago
  - Premio Nacional de la Crítica
- 1976 - Segunda Medalla Certamen Nacional. Museo de Arte Contemporáneo, Santiago
  - Gran Premio Certamen Nacional. Museo de Arte Contemporáneo, Santiago
- 1982 - Tercer Premio Salón Municipal. Teatro Municipal, Santiago
  - Segundo Premio Salón del Árbol. Museo Nacional de Bellas Artes, Santiago
- 1983 - Segundo Premio Salón Marino, Viña del Mar
- 1985 - Segundo Premio Salón Palestino, Santiago
- 1989 - Primer Premio Salón Entel, Santiago
- 1990 - Primer Premio, Pintando Valparaíso
- 1993 - Seleccionado Proyecto Cielos Abiertos. Murales de Valparaíso.